# Provinz Mariscal Luzuriaga
Die Provinz Mariscal Luzuriaga ist eine von 20 Provinzen in der Verwaltungsregion Ancash in Peru. Sie besitzt eine Fläche von 740,25 km². Bei der Volkszählung 2017 wurden in der Provinz Mariscal Luzuriaga 20.284 Einwohner gezählt. Im Jahr 1993 lag die Einwohnerzahl bei 23.151, im Jahr 2007 bei 23.292. Verwaltungssitz ist Piscobamba. Benannt wurde die Provinz nach dem Marschall (span. mariscal) von Peru sowie argentinischen General Toribio de Luzuriaga (1782–1842).

## Geographische Lage
Die Provinz Mariscal Luzuriaga liegt östlich der Cordillera Blanca. Sie wird im Süden vom Flusslauf des Río Yanamayo sowie dessen Quellfluss Río Yurma begrenzt. Im Osten bildet der Río Marañón die Grenze zu den Provinzen Marañón und Huacaybamba, die zur Verwaltungsregion Huánuco gehören. Im Westen verläuft die Provinzgrenze ein Stück entlang dem Fluss Río Pacosbamba. Außerdem reicht die Provinz im Westen bis auf eine Entfernung von knapp 500 m an den Berg Taulliraju (5830 m) und die Wasserscheide der Cordillera Blanca heran. Die Provinz Mariscal Luzuriaga grenzt im Norden an die Provinz Pomabamba, im Westen und Südwesten an die Provinz Yungay sowie im Südosten an die Provinz Carlos Fermín Fitzcarrald.

## Verwaltungsgliederung
Die Provinz Mariscal Luzuriaga besteht aus acht Distrikten. Der Distrikt Piscobamba ist Sitz der Provinzverwaltung.
| Distrikt              | Quechua-Name | Verwaltungssitz |
| --------------------- | ------------ | --------------- |
| Casca                 | Kachka       | Casca           |
| Eleazar Guzmán Barrón |              | Pampachacra     |
| Fidel Olivas Escudero |              | Sanachgan       |
| Llama                 | Llamaq       | Llama           |
| Llumpa                | Llunpa       | Llumpa          |
| Lucma                 | Lukma        | Lucma           |
| Musga                 | Mushqa       | Musga           |
| Piscobamba            | Pishqu panpa | Piscobamba      |